# Stiebel Eltron

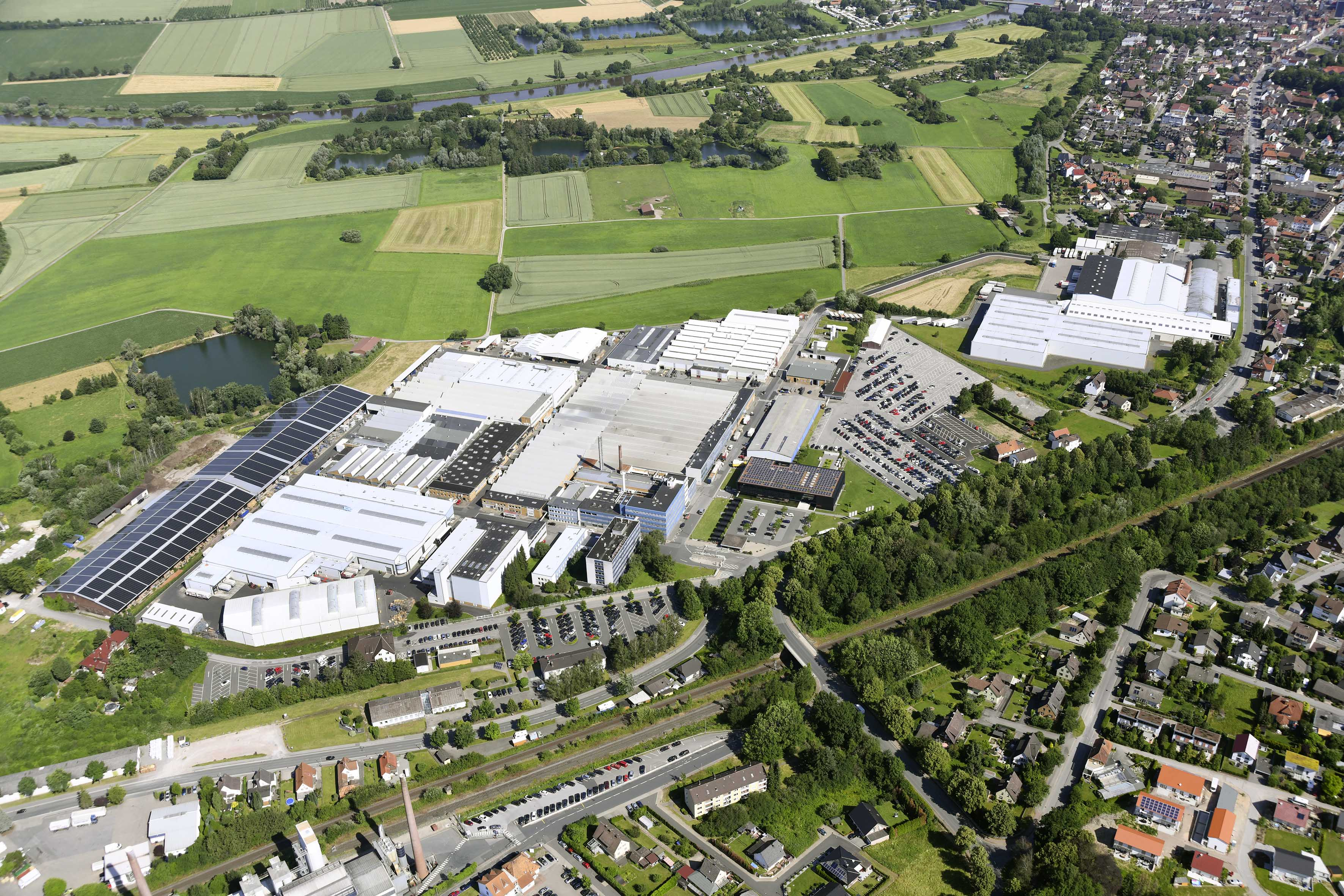
Firmensitz der Stiebel-Eltron-Gruppe in Holzminden

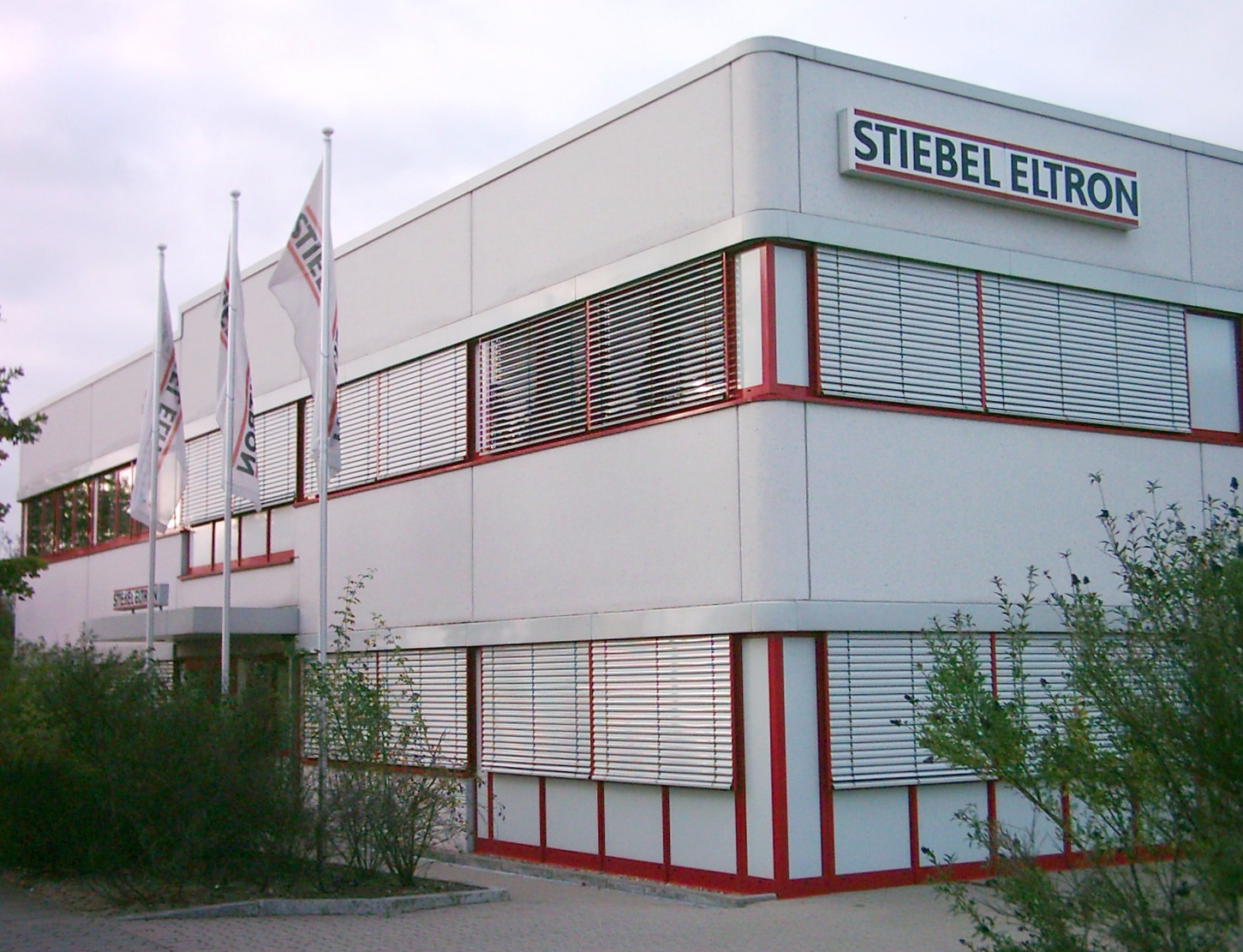
Stiebel-Eltron-
Niederlassung Hamburg

Die Dr. Theodor Stiebel Werke GmbH & Co. KG ist die Konzernobergesellschaft der Stiebel-Eltron-Gruppe. Bekanntestes Unternehmen der Gruppe ist die Stiebel Eltron GmbH & Co. KG. Der Firmensitz befindet sich im niedersächsischen Holzminden.
Die Gruppe ist Hersteller von Elektro-, Warmwasser- und Heizgeräten sowie von Systemen zur Nutzung regenerativer Energien und Wärmepumpenheizungen und Anlagen zur kontrollierten Wohnungslüftung mit Wärmerückgewinnung.

## Geschichte

### Gründung und Wachstum
Am 5. Mai 1924 gründete Theodor Stiebel mit 20.000 Reichsmark Startkapital in Berlin-Kreuzberg, Reichenberger Straße 143, die Firma ELTRON Dr. Theodor Stiebel. Gemäß Handelsregisterurkunde wurde der Geschäftsbeginn mit dem 5. Mai 1924 angegeben. Das geliehene Kapital hierfür kam von seinem Onkel Hermann Stiebel, der in Hamburg ein Hotel führte und von seinem Onkel Carl Reese, der in Holzminden einen metallverarbeitenden Betrieb (Dosenfabrik) besaß. Mit seiner patentierten Erfindung des ersten Ringtauchsieders, der wegen einer schnellen Aufheiz- und kurzen Abkühlzeit auf der Leipziger Frühjahrsmesse 1924 von den Besuchern bestaunt wurde, legte er den Grundstein für die ein Jahr später beginnende Großserienproduktion. Zunächst wurde mit 10 Mitarbeitern in zwei angemieteten Gebäuden in der Reichenberger Straße 143 und der Oppelner Straße 34 in Berlin der Ringtauchsieder TLn produziert. Am 3. März 1925 erfolgte der Umzug in die 3. Etage der Reichenberger Str. 160. Auch hier wurden zunächst nur Tauchsieder der Marke „Eltron“ mit einer Jahresproduktion von bis zu 60.000 Stück hergestellt. 1927 beschäftigte das Unternehmen 26 Mitarbeiter und erzielte einen Jahresumsatz von 184.745 Reichsmark. Der Verkaufspreis eines Tauchsieders lag bei zirka 3 Reichsmark. Von 1927 bis 1932 wurden weitere Räume des Hauses angemietet und auch die ersten Tauchsieder nach Australien, Indien, China und Südamerika exportiert. 1927 wurde die erste Auslandsniederlassung in London und 1929 eine Zweigniederlassung in Zürich eröffnet. 1931 wurde der Tauchsieder wie folgt beschrieben:

„Der Tauchsieder in nebenstehend abgebildeter Ringform besitzt nur eine geringe Wärmekapazität. Er wird in den verschiedensten Größen hergestellt, angefangen mit einer Leistung von 300 W bis zu den großen Tauchsiedern, die für die Herrichtung von Vollbädern geeignet sind. Die Standardtype Eltron TLn hat normal eine Leistung von 600 W, in kombinierter Ausführung, beim Anschluß an eine Netzspannung von 220 V, jedoch 800 W. Der Eltron-Tauchsieder besteht aus hochglanzpoliertem Messing, ist stark vernickelt und mit Silber hart gelötet. Die große Haltbarkeit und der hohe Nutzeffekt von 98% beruhen auf einem besonderen Herstellungsverfahren, welches durch DRP. geschützt ist.“

1928 wurde mit der Fertigung der ersten zweistufigen Kleindurchlauferhitzer (1000 Watt) mit Porzellangehäuse und einer Tagesproduktion von 100 Stück begonnen. Das Gerät hieß Eltron-Heißwasser-Spender und wurde wie folgt beworben: „Überall sofort fließendes heißes Wasser aus der Kaltwasserleitung (passend für jede Lichtleitung und Stromart 1 kW)“.
1931 wurde der Durchlaufspeicher entwickelt. Dieser Speicherbehälter hatte 3 Liter Fassungsvermögen und erhitzte das Wasser regelbar durch Thermostate mit zwei Heizkörpern von jeweils 500 Watt Leistung.
1932 präsentierte Eltron auf der Elektrowärmeausstellung in Essen einen Messestand von Heißwassergeräten von 3 Litern bis 600 Litern Inhalt. 1934 erfolgte aus Kapazitätsgründen der Umzug von Berlin-Kreuzberg in die Eresburgstraße 22–23 nach Berlin-Tempelhof. Rund 150 Mitarbeiter wurden beschäftigt und erzielten einen Jahresumsatz von einer Million Reichsmark.
Im Jahr 1937 kam der Brausebadspeicher Eltron auf den Markt. Es handelte sich um einen als Kleinspeicher ausgeführten Heißwasserbereiter mit 8 l Fassungsvermögen und einer elektrischen Leistung von 2 kW. Die Aufheizdauer betrug rund 20 Minuten, die mögliche Duschzeit 6–7 Minuten.
Stetig wuchs die Produktpalette, und bis 1938 wurden 35 deutsche und 12 ausländische Patente erteilt. Ab 1938 erfolgte die Produktion von Kochendwasserautomaten in verschiedenen Größen für den gewerblichen Einsatz in Gaststätten und Großküchen. 1938 wurden rund 208.000 Tauchsieder, 4050 Badespeicher und 620 Kochendwassergeräte gefertigt. Nur 5 Prozent davon gingen in den Export. Bereits seit 1937 war es dem Unternehmen verboten, Kupfer in Heißwasserspeichern zu verwenden. 1939 erwirtschafteten 350 Mitarbeiter einen Jahresumsatz von 3,2 Millionen Reichsmark.

### Zweiter Weltkrieg und Nachkriegszeit
Während des Zweiten Weltkrieges wurde die Produktion auf Rüstungsgüter für die Luftwaffe umgestellt. Aufgrund der Gefahr von alliierten Luftangriffen wurden Teile der Produktion im Juli 1941 nach Bischweiler im Elsass unter dem Namen „Elthermo“ mit 200 Mitarbeitern verlegt. Ab August 1943 produzierten bis zu 375 Menschen in Sommerfeld in der Lausitz.
1943 wurden der Firmensitz und das Werk in Berlin-Tempelhof ausgebombt, im Sommer 1943 erfolgte der Umzug nach Holzminden in Südniedersachsen. Ein Großteil der Maschinen konnte gerettet werden und wurde mit der Reichsbahn von Berlin nach Holzminden gebracht. Die Produktion wurde mit Mitarbeitern des Stammpersonals aus Berlin, neuen Mitarbeitern aus Holzminden und Kriegsgefangenen als Zwangsarbeitern, die überwiegend aus Italien kamen, ab 1. April 1944 fortgeführt. Das Planungsamt des Reichsforschungsrates erteilte Aufträge zur Fertigung von Höhenleitwerken. Die fertigen Teile wurden von Holzminden per Bahn zur Weiterverarbeitung in das KZ Mittelbau-Dora bei Niedersachswerfen transportiert. Während des Krieges produzierte Stiebel-Eltron in verschiedenen Werken auch Enteisungsvorrichtungen und rund 50.000 Spezialöfen für Luftschutzbunker sowie die elektrische Beheizung von Scheinwerferaggregaten der Flugabwehrkanonen.
Nach Kriegsende kam das Werk in Holzminden, das zuletzt 2500 Personen beschäftigte, unter amerikanische Militärverwaltung. Zum einen gab es ein Produktionsverbot, zum anderen drohte die Demontage des Werkes. Im Zuge der Schaffung der Besatzungszonen kam die Stadt Holzminden und damit auch das Werk unter britische Militärverwaltung mit Sitz in Hildesheim. Ab Juli 1945 wurde langsam neben dem eigentlichen Werksgelände, das von der Demontage bedroht war, die zivile Produktion wieder aufgenommen. So produzierte Stiebel Eltron kurz nach dem Kriegsende zunächst Bratpfannen, Kochtöpfe und Wäschesprenger sowie Kochplatten, Umluftöfen sowie Heizkissen. Erst im Jahr 1946 erfolgte die Wiederaufnahme der Heißwassergeräte-Fertigung mit 400 Beschäftigten in Holzminden.
Am 17. Oktober 1947 fiel die Entscheidung der Alliierten, die Maschinen zu demontieren.
Ab 1949 wurde ein neuer hydraulischer Durchlauferhitzer mit der Bezeichnung DH18 produziert.

### 1950er Jahre

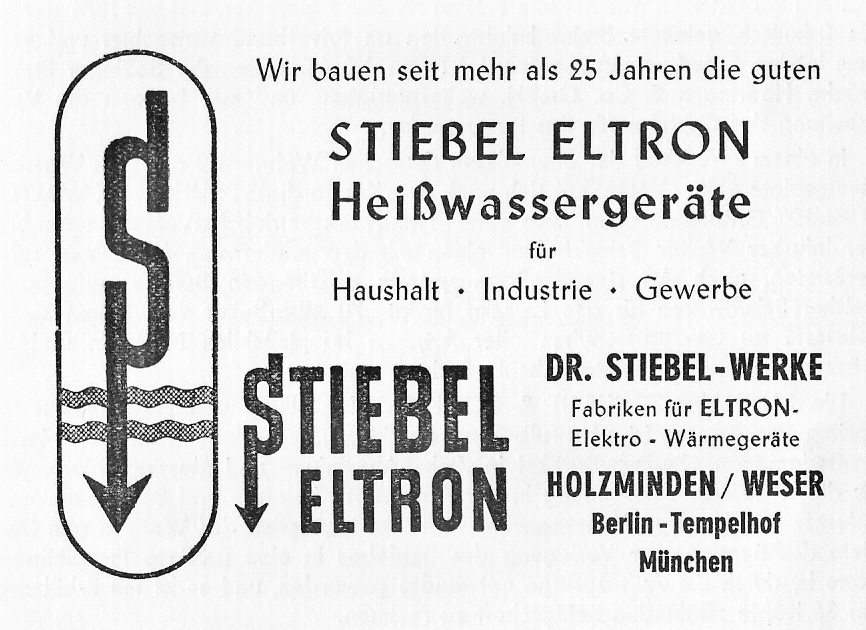
Werbung mit dem Logo der Stiebel-Eltron-Gruppe von 1950 bis 1970

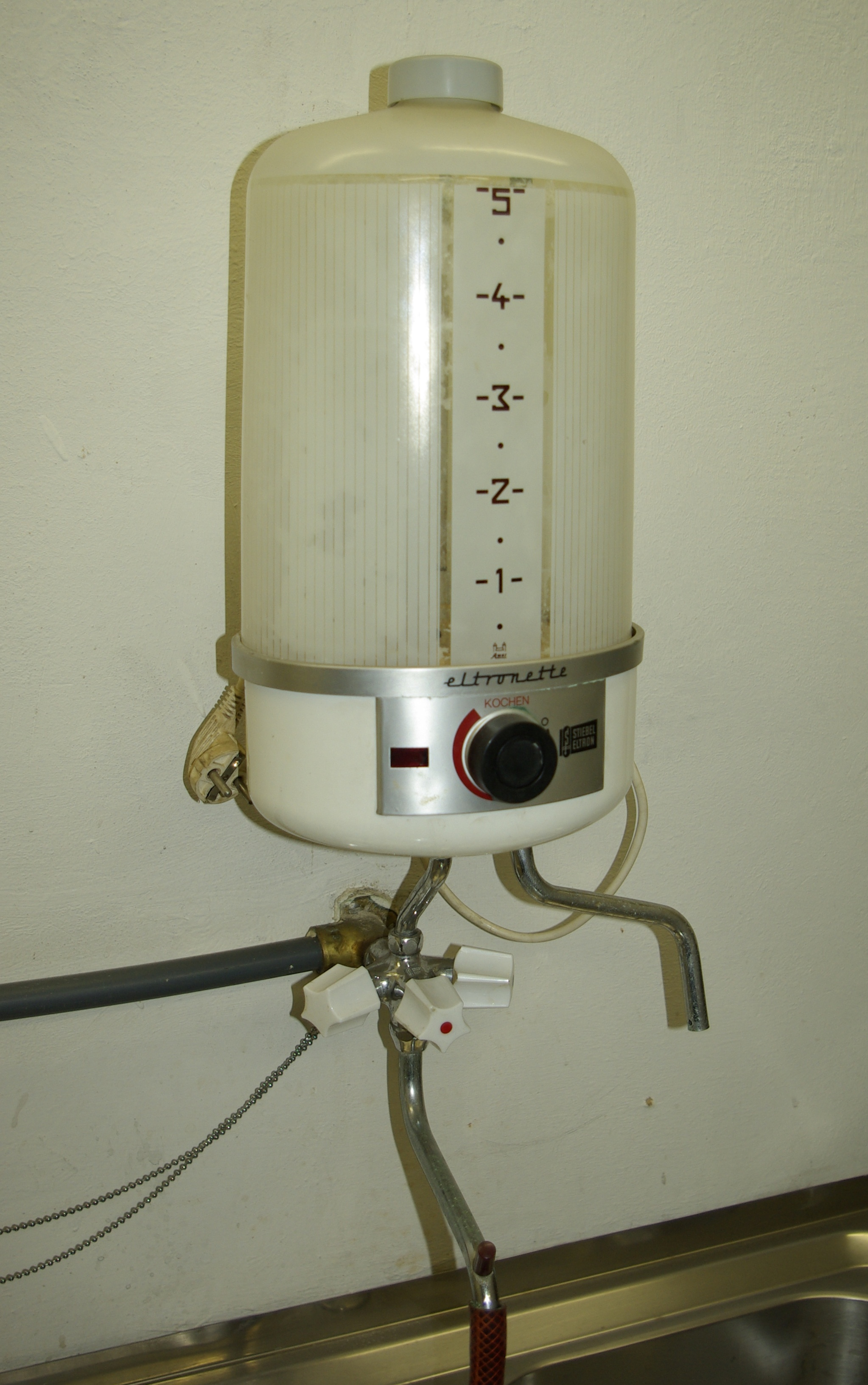
Kochendwassergerät Eltronette (vor 1970)

1952 fertigte Stiebel Eltron Bordküchen für Passagierflugzeuge und ab 1957 auch entsprechende Kaffeemaschinen für Linienflugzeuge sowie Kleinspeicher (Boiler).
1953 gab es 548 Beschäftigte. Stiebel Eltron erzielte einen Umsatz von 12,6 Millionen DM. 1954 beschäftigte das Unternehmen in drei Werken 750 Arbeitnehmer, von denen 35 Prozent Heimatvertriebene waren.
Das erste 5-Liter-Kochendwassergerät vom Typ EBK 5 ging 1958 in Produktion und erreichte im gleichen Jahr eine Stückzahl von 145.000.

### 1960er Jahre
Am 9. September 1960 verstarb der Firmengründer Theodor Stiebel im Alter von 66 Jahren (Suizid) und überließ seinen Söhnen aus zweiter Ehe, Frank Stiebel und Ulrich Stiebel, das Unternehmen je zur Hälfte.
1962 beschäftigten die Dr. Stiebel Werke GmbH & Co. mehr als 2.200 Mitarbeiter.
Ab 1964 wurden Konvektionsöfen, ab 1965 Bügelmaschinen (Produktion bis Anfang der 80er Jahre) und ab 1969 moderne Elektroheizungen, u. a. Nachtspeicherheizungen, angeboten.
1968 betrug die Mitarbeiterzahl 2693; der Jahresumsatz stieg auf 130 Millionen DM.
1969 wurde das Unternehmen durch eine außergewöhnliche Werbe-Kampagne mit dem Slogan „Stiebel Eltron – immer heißes Wasser“ des bekannten Werbefachmanns, Künstlers und Fotografen Charles Paul Wilp bekannt.

### 1970er Jahre
Die erste Ölpreiskrise 1973 verursachte einen Absatzrückgang. Wegen der Rezession wurde 1974 der Standort München aufgegeben und die Fertigung nach Holzminden verlagert.
Ab 1973 verstärkte Stiebel Eltron den Geschäftsbereich Heizungstechnik und erwirtschaftete im gleichen Jahr einen Umsatz von 240 Millionen DM.
1974 wurde in Kilkis bei Thessaloniki in Griechenland die Tochtergesellschaft Stiebel Eltron Hellas AG gegründet, die Solarsysteme herstellt.
1976 folgte die Produktion von Wärmepumpenheizungen zur Nutzung von Umweltwärme. Seit 1977 werden Solarkollektoren entwickelt. 1979 kamen die ersten Warmwasser-Wärmepumpen hinzu.

### 1980er und 1990er Jahre
1982 und 1983 entließ das Unternehmen bei Sparmaßnahmen fast 400 Mitarbeiter in Holzminden. Vorsitzender der Geschäftsführung der Stiebel-Eltron-Gruppe wurde 1984 der Diplom-Volkswirt Kurt Salleck,  der auch als Aufsichtsratsvorsitzender der Electronic 2000 AG in München tätig war.
1986 wurde das 1962 in Dieburg gegründete Unternehmen Hydrotherm Gerätebau GmbH (Produktion von Gasheizkesseln und Brennwertautomaten) übernommen und in das Werk Holzminden eingegliedert, zu dem seit 1980 auch die Dipl.-Ing. Karl Hagenberger GmbH, ein Großhandelsunternehmen für Heizungstechnik mit Sitz in Aschheim bei München gehörte.
1987 bot das Unternehmen mit dem Typ DHE den ersten vollelektronischen Durchlauferhitzer weltweit an, der von dem Ingenieur Ernst Appun entwickelt worden war.
Ab 1991 wurden Systeme zur Wohnungslüftung mit Wärmerückgewinnung angeboten, der Umsatz der Stiebel Eltron Gruppe betrug 256 Millionen DM. 1992 erfolgte am Lüchtringer Weg der Erweiterungsbau eines Schulungszentrums. Die Geschäftsführung bestand bis 1993 aus Gerhard Götzen, Dieter Jochheim und Alexander Kantner.
1994 beschäftigte die Gruppe 2700 Mitarbeiter und erwirtschaftete einen Jahresumsatz von 600 Millionen DM. Als erster deutscher Hersteller ließ das Unternehmen ab 1995 Ökobilanzen für Warmwasserspeicher erstellen.
1997 präsentierte das Unternehmen das serienreife Verbrennungs- und Sensorsystem SCOT (System Control Technology), das in der Lage war, selbständig unterschiedliche Gasbeschaffenheiten zu erkennen und Gaswärmeerzeuger in allen europäischen Ländern ohne aufwendige Anpassung bzw. Einstellung vor Ort einer bestimmten Gasfamilie einzuregeln. Hierfür wurde im Jahr 2000 der mit 20.000 DM dotierte Innovationspreis für zukunftsweisende Erdgasanwendungen der deutschen Gaswirtschaft vergeben.
1998 wurde die Tochtergesellschaft Hydrotherm GmbH (Gasheizgeräte) an die Immergas in Italien verkauft. Heute erfolgt die Wartung und der Service durch die Innotherm GmbH in Langenhagen bei Hannover.
Ab 1999 wurde das Integralsystem LWZ 303 produziert, das erstmals alle haustechnischen Systeme in einem Gerät vereint: Wohnungslüftung mit Wärmerückgewinnung, Heizung und Warmwasserbereitung in Kombination mit einer Luft-Wärmepumpe.

### 21. Jahrhundert
Von 1999 bis 2010 war das Unternehmen Hauptsponsor des TSV Obergünzburg (Triathlon) und später auch Trikotsponsor für den TBV Lemgo (Handball).
Stiebel Eltron war im Jahr 2000 Mitinitiator eines Expo-2000-Projektes. 40 Wohnhäuser der „Niedrigenergiehaus Hofanlage Brombeerweg Holzminden“ wurden mit unterschiedlichen Systemen fortschrittlicher Energietechnik (Wärmepumpentechnologie, Solarenergienutzung, Brennwerttechnik) ausgestattet.
2001 verlagerte das Unternehmen die Produktion von Solarkollektoren aus Griechenland nach Holzminden. Es folgte die Gründung der Tochtergesellschaft tecalor GmbH in Holzminden.
Am 1. Januar 2002 übernahm die Stiebel Eltron Gruppe von Electrolux die Electrolux Haustechnik GmbH mit der Marke AEG. Es erfolgte die Umfirmierung in EHT Haustechnik GmbH mit Sitz in Nürnberg mit weltweiter Verantwortung für Entwicklung und Vermarktung von Geräten der AEG Haustechnik. Außerdem erfolgte die Übernahme des Vertriebs für Zanker-Haustechnik und des Inland-Vertriebs der Olsberg Haustechnik GmbH & Co. KG.
2003 betrug der Jahresumsatz 300 Millionen Euro. Beschäftigt waren 2000 Mitarbeiter. Am 23. September 2004 gab das Unternehmen bekannt, dass der bisherige Mitgeschäftsführer für Vertrieb und Marketing Frank Schmidt aus Höxter sein Amt ab Januar 2005 an Karlheinz Reitze übergeben wird.
2004 erfolgte die Übernahme von Tatramat mit Sitz in Poprad (Slowakei). Die Firma wird als Tochtergesellschaft weitergeführt.
Im Oktober 2005 gab das Unternehmen bekannt, das Werk in Berlin-Tempelhof zu schließen und die 95 Beschäftigten nach Holzminden überzuleiten.

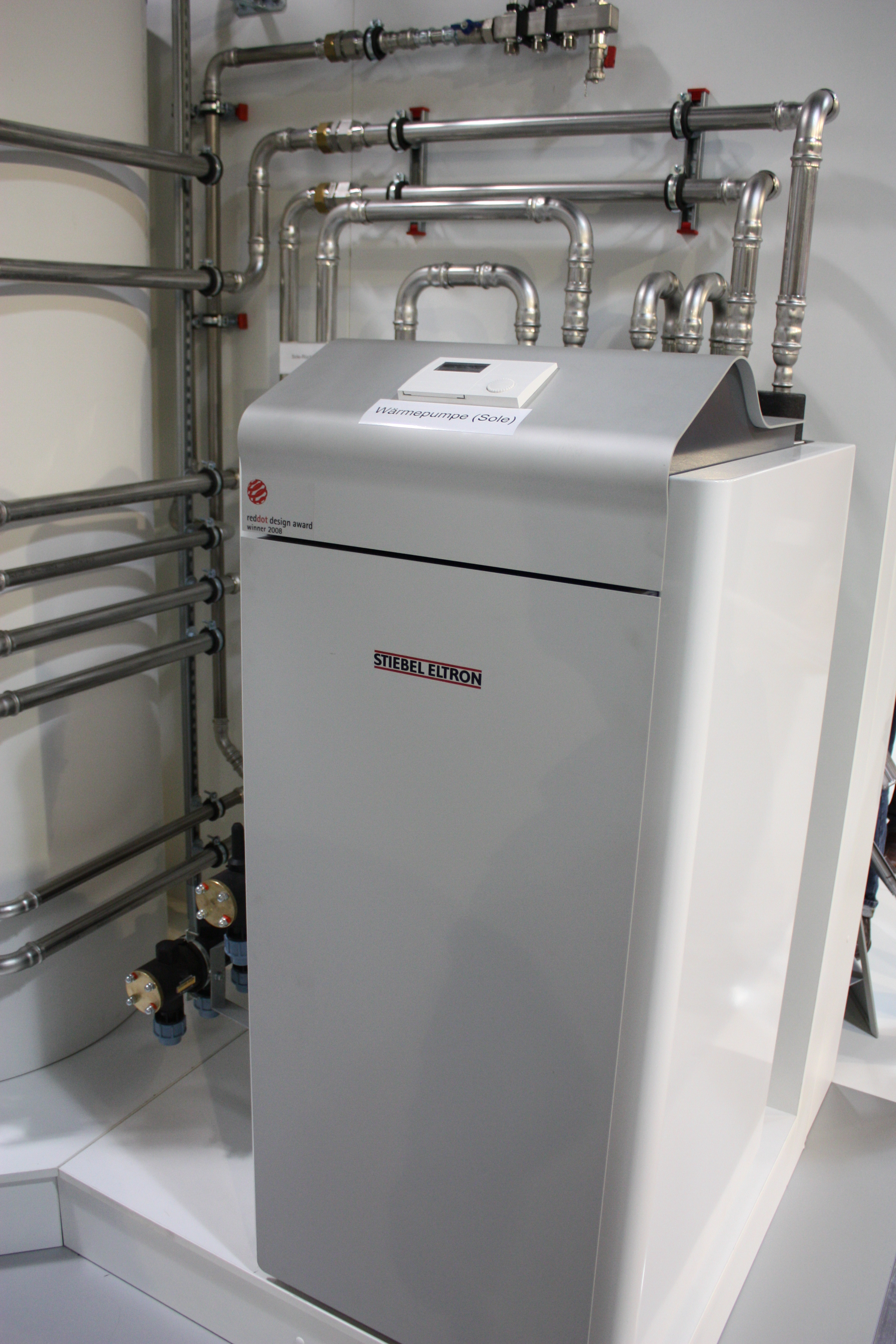
Wärmepumpe (Sole) auf der Internationalen Funkausstellung 2010 in Berlin

Im Mai 2006 wurde bekannt, dass ein chinesischer Hersteller einen Händetrockner vom Typ HTE 4 von Stiebel Eltron kopiert und in den Verkauf in Deutschland gebracht hat. Die Plagiate waren unter anderem in einem Obi-Baumarkt in Höxter zu finden.
2006 erwirtschafte das Unternehmen einen Umsatz von 417 Millionen Euro (davon 40 % im Ausland) mit zirka 3000 Beschäftigten, davon 1450 in Holzminden. Am 19. September 2006 wurde der Grundstein für eine neue moderne Wärmepumpen-Fertigung gelegt. Am 25. Mai 2007 wurden für 10 Millionen Euro fünf neue Fertigungslinien zur Produktion von 40.000 Wärmepumpen u. a. Typ WPC 10 pro Jahr in Betrieb genommen. 2009 wurde eine zweite Wärmepumpen-Produktionshalle gebaut.
In einer medienwirksamen Gemeinschaftsaktion mit dem Zoll in Hannover hat das Unternehmen im Juli 2007 rund 200 von 4000 beschlagnahmten chinesischen Plagiaten eines Bad-Schnellheizers der CK-Serie von einer 12 Tonnen schweren Walze zerstören lassen. Den wirtschaftlichen Schaden, wenn diese Produkte im Markt geblieben wären, bezifferte Geschäftsführer Karlheinz Reitze auf zirka eine Million Euro.
Aufgrund der neuen Umweltpolitik und des geplanten Verbotes von Nachtspeicherheizungen ab 2020 in Häusern mit mehr als fünf Wohnungen in Deutschland sank der Absatz der Elektrospeicherheizungen von Stiebel Eltron von 340.000 im Jahr 1997 auf 65.000 im Jahr 2007.
Am 17. Oktober 2008 bewilligte das niedersächsische Wirtschaftsministerium einen Finanzzuschuss für das Unternehmen in Höhe von 2,3 Millionen Euro. Mit dem 10-Prozent-Zuschuss wird eine Betriebserweiterung vom Land unterstützt.
Im Januar 2010 wurde das Vertriebs- und Schulungszentrum in Oberhausen eröffnet, das die bisherigen Vertriebszentren in Dortmund und Köln ersetzt. Seit 2010 hat Stiebel Eltron auch Photovoltaik-Module im Geräteprogramm, die über der Tochtergesellschaft Heltron mit Sitz in Breisach vertrieben werden.
Mit der finnischen Unternehmensgruppe Uponor startete Stiebel Eltron ab 1. Januar 2010 eine strategische Partnerschaft in den Segmenten Sanitär, Heizung und Klima. 2010 ist das Unternehmen Sponsor des Schweizer Cup, des Fußball-Pokalwettbewerbs in der Schweiz.
Im Mai 2011 wurde eine Kooperationspartnerschaft mit der 2002 gegründeten Firma SorTech AG mit Sitz in Halle an der Saale geschlossen, das unter anderem Adsorptionskältemaschinen produziert. Der Umsatz 2011 betrug 452 Mio. Euro.
Zum 1. Oktober 2012 wurde das Tochterunternehmen Heltron direkt in das Unternehmen eingebunden und unter der Marke Stiebel Eltron fortgeführt. Der Standort Breisach wurde dabei aufgegeben.
Am 1. Februar 2013 folgte die Neugründung einer Tochtergesellschaft in Mäntsälä in Finnland.
Am 27. Mai 2013 erfolgte die Einweihung eines neuen Logistikzentrums in Holzminden (Halle N7) mit einer Investition von etwa 7 Mio. Euro. Der Baubeginn erfolgte September 2012.
Am 10. März 2014 erfolgte der Spatenstich für ein neues Trainings- und Kommunikationszentrum. In der 16 Millionen Euro Investition sollen jährlich bis zu 6.000 Fachleute geschult werden. Nach der Grundsteinlegung am 5. Mai 2014, genau 90 Jahre nach der Gründung des Unternehmens, wird das neue Trainings- und Kommunikationszentrum (welches den Namen „Energy Campus“ trägt) im November 2015 eröffnet.
Am 12. Mai 2016 wurde der „Energy Campus“ mit dem Platin-Zertifikat der Deutschen Gesellschaft für nachhaltiges Bauen (DGNB) ausgezeichnet – mit der höchsten Bewertung (86 Prozent Erfüllungsgrad), die weltweit jemals ein Gebäude der Kategorie „Bildungsbauten“ erreicht hat.
Im Jahr 2018 übernahm die Stiebel Eltron Gruppe das Unternehmen Danfoss Värmepumpar AB bekannt unter dem Markennamen „Thermia Wärmepumpen“.
Anfang 2022 gab das Unternehmen bekannt, am Hauptsitz etwa 120 Millionen Euro in eine neue Wärmepumpen-Fertigung investieren zu wollen, um bis 2026 doppelt so viele Wärmepumpen produzieren zu können. Durch den Kapazitätsausbau sollen zugleich ca. 400 neue Arbeitsplätze entstehen. Im April 2023 wurde ein stärkerer Ausbau bekanntgegeben: die Zahl der 400 Beschäftigten in der Wärmepumpenfertigung wird bis 2027 verdreifacht und mit einer Investition von 450 Millionen Euro wird die Produktion etwa vervierfacht.
Stiebel Eltron übernimmt Teile der Produktions- und Funktionsflächen des bisherigen Continental-Standortes Gifhorn. Die entsprechenden Verträge wurden Ende 2023 unterschrieben. Sukzessive übernimmt Stiebel Eltron bis Ende 2027 Teile der bestehenden Infrastruktur und will dort Wärmepumpen-Innenmodule produzieren.

## Anteilseigner
- Stiebel Familienstiftung (Ulrich Stiebel) – 50 %
- Frank Stiebel – 50 %

## Niederlassungen von Fertigungswerken und Vertriebszentren
- Holzminden, Firmensitz und Haupt-Fertigungswerk (2.090 Mitarbeiter)
- Eschwege, Werk zur Herstellung von Kleinspeichern, Kochendwassergeräten, Händetrocknern und thermoplastischer Bauteile
- Poprad, Werk in der Slowakei unter dem Namen Tatramat u. a. für stahlemaillierte Warmwasserspeicher mit Inhalten von 10 bis 600 Litern
- Ayutthaya, Werk Bangkok in Thailand, Produktionsstätte für Shower Units und Kleindurchlauferhitzer
- Tianjin, seit 2005 Produktionsstätte in der Volksrepublik China u. a. für Konvektoren und Wärmespeicher für den asiatischen Markt
- Eschborn, Vertriebszentrum Mitte (ehemals Vertriebszentrum Frankfurt)
- Hamburg-Moorburg, Vertriebszentrum Nord (ehemals Vertriebszentrum Hamburg)
- Oberhausen (Alt-Oberhausen), Vertriebszentrum West (seit Januar 2010 und ersetzte die bis dahin vorhandenen Vertriebszentren in Dortmund und Köln-Ossendorf).
- Markkleeberg, Vertriebszentrum Ost (ehemals Vertriebszentrum Leipzig)
- Nürnberg, Vertriebszentrum Süd Bayern (ehemals Vertriebszentrum München)
- Stuttgart-Weilimdorf, Vertriebszentrum Süd Baden-Württemberg (ehemals Vertriebszentrum Stuttgart)

## Tochtergesellschaften
- Stiebel Verwaltungs-GmbH
- Stiebel Eltron Tochtergesellschaften in zehn europäischen Staaten:
  - Brüssel, Belgien,
  - Metz, Frankreich,
  - Hertogenbosch, Niederlande,
  - Wels, Österreich,
  - Warschau, Polen,
  - Lupfig, Schweiz (von 1998 bis 2012 in Pratteln, zuvor in Muttenz)
  - Prag, Tschechien,
  - Bratislava, Slowakei,
  - Budapest, Ungarn,
  - Mäntsälä, Finnland.
- in 3 asiatischen Staaten:
  - Guangzhou, Volksrepublik China,
  - Tokio, Japan,
  - Bang Pa-in, Provinz Ayutthaya, Thailand,
- sowie in West Hatfield, Massachusetts, Vereinigte Staaten und in Richmond,
- Daneben unterhält das Unternehmen Handelsvertretungen in 20 Staaten.
- EHT Haustechnik GmbH mit Markenvertrieb AEG
- LTM GmbH, Meinerzhagen
- tecalor GmbH, Holzminden
- Stiebel Eltron Deutschland Vertriebs GmbH, Holzminden

## Mitgliedschaften
- Bundesindustrieverband Deutschland Haus-, Energie- und Umwelttechnik e. V. (BDH), Köln www.bdh-koeln.de, früher Bundesverband Deutscher Heizungsindustrie e. V. (BDH)
- Bundesverband Wärmepumpe (BWP) e. V., Berlin (seit 1993)
- Bundesverband Solarwirtschaft (BSW) e. V., Berlin
- Bundesverband Materialwirtschaft, Einkauf und Logistik e. V. (BME), Frankfurt am Main
- Zentralverband der Deutschen Elektro- und Informationstechnischen Handwerke (ZVEH), Frankfurt am Main
- Verband der Elektro- und Digitalindustrie e. V., Frankfurt am Main
- Bundesindustrieverband Heizungs-, Klima-, Sanitärtechnik, Technische Gebäudesysteme e. V. (BHKS), Bonn
- Zentralverband Sanitär Heizung Klima/Gebäude- und Energietechnik Deutschland (ZVSHK/GED)
- Mitherausgeber des Initiativkreis [Wärme+] der GED Gesellschaft für Energiedienstleistung GmbH & Co. KG, Frankfurt am Main
- Deutscher Großhandelsverband Haustechnik e. V., Bonn
- Mitglied der Deutschen Gesellschaft für Nachhaltiges Bauen e. V. (DGNB) (seit Januar 2011)

## Sponsoring
Stiebel Eltron ist unter anderem Sponsor des zweijährlich stattfindenden Internationalen Straßentheaterfestivals in Holzminden. Ulrich Stiebel ist Vorstand der von ihm ins Leben gerufenen „Stiftung zum Wohl des Pflegekindes“.